# Per Nyströms trappa

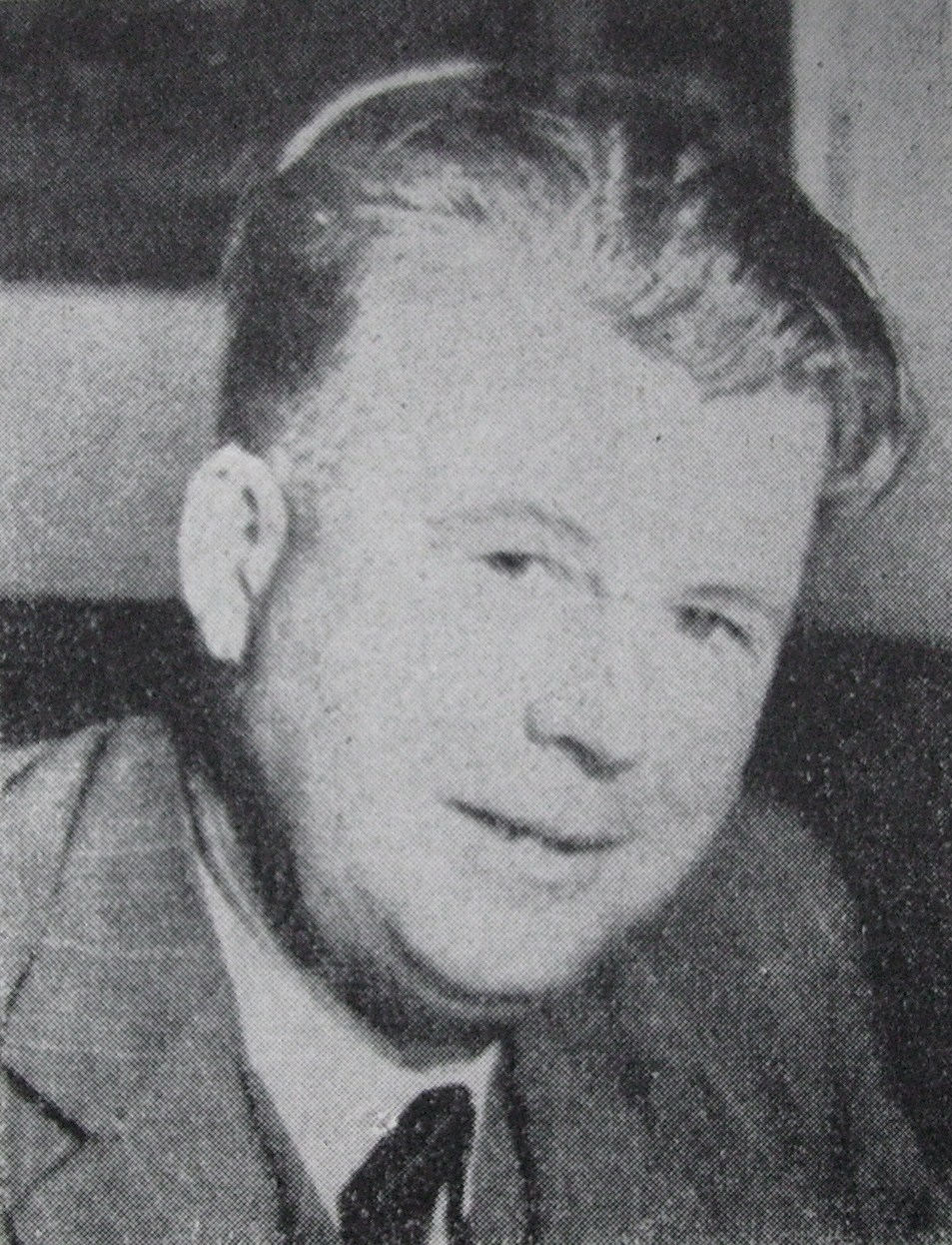
Landshövding Per Nyström (1903-93). Foto från 1957.

Per Nyströms trappa ligger i stadsdelen Inom Vallgraven i centrala Göteborg. Den slingrar sig i sju avsatser med sammanlagt 128 steg och går från Norra Liden till Stora Badhusgatan.
Trappan har fått sitt namn efter Per Nyström, som var historiker, publicist, politiker, ämbetsman och landshövding i Göteborgs och Bohus län 1950-71. Han deltog flitigt i den allmänna debatten och skrev bland annat i Göteborgs Handels- och Sjöfarts Tidning och Göteborgs-Posten. Kulturnämnden fastställde 1998 namnberedningens förslag till namn. Dåvarande landshövding Göte Bernhardsson höll ett minnestal över Per Nyström vid en ceremoni på trappan den 9 juni 1999.
Tidigare kallades trapporna Keillers trappor  efter James Keiller den yngre, ingenjör och sonson till Alexander Keiller, grundaren av Göteborgs Mekaniska Verkstads Aktiebolag, senare Götaverken. Keiller ägde några tomter vid Ingenjörsgatan inte långt från trapporna. På andra sidan Göta älv  ligger Keillers Park invid Ramberget.